# Маржери, Кристоф де
Кристо́ф де Маржери́ (фр. Christophe de Margerie; 6 августа 1951, Марёй-сюр-ле-Дисе, Франция — 20 октября 2014, московский аэропорт «Внуково») — французский бизнесмен, главный исполнительный директор энергетического концерна Total.

## Биография
Родился 6 августа 1951 года в коммуне Марёй-сюр-ле-Дисе на западе Франции в семье отставного военного, воспитывался в приёмной семье. Его приёмный отец Пьер-Ален Жакен де Маржери, выходец из семьи дипломатов, долгое время возглавлял будущую компанию Axa. Мать Колетт Теттенже — дочь предпринимателя, крайнего консерватора Пьера Шарля Теттенже, а его дядя — Клод Теттенже — долгое время возглавлял винодельческий дом шампанских вин Taittinger.
Окончил Высшую школу коммерции в Париже в 1974 году. После окончания учёбы начал работать в корпорации «Total». Занимал посты в финансовом департаменте компании и в подразделении разведки и добычи углеводородов. В 1995 году де Маржери был назначен руководителем ближневосточного подразделения компании — «Total Middle East», а в 1999 стал руководителем подразделения разведки и добычи углеводородов и членом правления концерна.
В 2000 году Кристоф де Маржери получил должность старшего вице-президента, а в 2002 году — президента по разведке и добыче недавно образованного концерна «TotalFinaElf», который в 2003 году получил своё современное название — «Total».
На общем собрании акционеров компании, которое состоялось 12 мая 2006, де Маржери был избран членом Совета директоров, а 14 февраля 2007 года — председателем правления концерна.
С 21 мая 2010 года занимал пост председателя компании.
Погиб в ночь с 20 на 21 октября 2014 (в 23:57) в авиакатастрофе в московском аэропорту «Внуково», когда самолёт Dassault Falcon столкнулся с аэродромной снегоуборочной машиной.
Указом Президента Российской Федерации № 704 от 1 ноября 2014 года за большой вклад в развитие российско-французских экономических и культурных связей награждён орденом Почёта (посмертно).

## Награды
- офицер ордена Почётного легиона[13]
- кавалер ордена Почётного легиона[6]
- кавалер ордена «За заслуги»[6]
- Орден Почёта (1 ноября 2014 года, Россия, посмертно) — за большой вклад в развитие российско-французских экономических и культурных связей[12]

## Семья, взгляды, личная жизнь
Жена Бернадетт Прюдомм, трое детей: сын Фабрис, дочери Летиция, Диана. Несколько внуков.
Был последовательным сторонником сохранения отношений с Россией и противником введения против неё санкций в 2014 году. В частности, когда в мае многие иностранные компании не приехали на Петербургский экономический форум, он демонстративно приехал, заявив, что отказ от визита был бы антироссийским поступком. По словам Де Маржери, Крым для России — то же самое, что «Эльзас и Лотарингия» для Франции. По его словам, санкции против Москвы «ничего не дадут и лишь подтолкнут россиян и китайцев к тому, чтобы расширить сотрудничество в ущерб Европе». Накануне гибели де Маржери также принимал участие в совещании по иностранным инвестициям у премьера России Дмитрия Медведева в Горках. Ранее в 2007 году был арестован за сотрудничество с Ираном, несмотря на санкции. Однако вскоре был отпущен, а затем и обвинения с него были сняты.

## Оценки и мнения
Среди профессиональных качеств Кристофа де Маржери коллеги отмечали его умение вести переговоры. Бывший министр иностранных дел Юбер Ведрин считал, что де Маржери находится «на одном уровне с лучшими сотрудниками МИДа». По оценке его преподавателя Тьерри Демарест, «во время переговоров Кристоф очень быстро понимает ожидания своих собеседников. У него это словно врожденное качество, неподдельный интерес к другим культурам и цивилизациям».
За свои усы «английского полковника» Кристофа де Маржери прозвали в СМИ «Большими усами» и сравнивали его с «офицером британской армии в Индии, который сохранил необычные усы как единственное напоминание о службе Её Величеству». Также в СМИ отмечается его страсть к спиртному.
Ряд депутатов Государственной думы РФ рассматривают авиакатастрофу во Внуково, в которой погиб гендиректор Total Кристоф де Маржери, сильным ударом по имиджу страны. В частности, по словам первого зампреда комитета Госдумы по экономической политике, инновационному развитию и предпринимательству, члена фракции «Справедливая Россия» Михаила Емельянова, де Маржери «был последовательным сторонником сотрудничества с РФ, он входил в элиту мирового бизнеса, и то, что он на территории РФ погиб таким нелепым образом, не прибавляет популярности нашей стране». Также депутаты высказывают опасения, что его смерть может отрицательно сказаться на взаимоотношениях с концерном Total.

## Увековечение памяти
Имя Кристофа де Маржери присвоено головному судну (СПГ-танкеру) класса Yamalmax — Christophe de Margerie, построенному на верфях DSME по заказу «Совкомфлота». Судно будет работать в рамках проекта «Ямал СПГ».
Танкер способен работать при температурах до минус 52 градусов и преодолевать льды толщиной до 2,1 метра. Мощность пропульсивной установки «Кристофа де Маржери» составляет 45 МВт, что сопоставимо с мощностью современного атомного ледокола.
Во время испытаний с 19 февраля по 8 марта 2017 года в Карском море и море Лаптевых танкер прошел Северным морским путем и прибыл в порт Сабетта на Обской губе. 

В августе 2017 года впервые прошел со сжиженным газом по маршруту от Хаммерфеста, вдоль побережья Сибири и через Берингов пролив в Азию самостоятельно без сопровождения ледокола. Судно завершило транспортировку всего за шесть с половиной дней, установив новый рекорд.
Газовоз стал лауреатом престижной международной премии 2017 Platts Global Energy Awards в номинации «Инженерный проект года» (Engineering Project of the Year).
На носу танкера изображены знаменитые усы Кристофа де Маржери.